# Halsey Royden
Halsey Lawrence Royden, Jr. (Phoenix, Arizona, 26 de setembro de 1928 – Los Altos Hills, 22 de agosto de 1993) foi um matemático estadunidense, especialista em análise complexa sobre superfícies de Riemann, funções de múltiplas variáveis complexas e geometria diferencial complexa. Royden é autor de um livro-texto popular sobre análise real.
Royden obteve um Ph.D. em 1951 na Universidade Harvard, orientado por Lars Valerian Ahlfors, com a tese Harmonic functions on open Riemann surfaces.
Foi palestrante convidado do Congresso Internacional de Matemáticos em Vancouver (1974: Intrinsic metrics on Teichmüller space).

## Publicações selecionadas
- «The Coefficient Problem for Bounded Schlicht Functions». Proc Natl Acad Sci U S A. 35 (11): 657–662. Novembro de 1949. PMC 1063103. PMID 16578322. doi:10.1073/pnas.35.11.657
- com P. R. Garabedian: «A Remark on Cavitation Flow». Proc Natl Acad Sci U S A. 38 (1): 57–61. Janeiro de 1952. PMC 1063498. PMID 16589052. doi:10.1073/pnas.38.1.57
- «Harmonic functions on open Riemann surfaces». Trans. Amer. Math. Soc. 73: 40–94. 1952. MR 0049396. doi:10.1090/s0002-9947-1952-0049396-8
- «On the regularity of boundary points in potential theory». Proc. Amer. Math. Soc. 3: 82–86. 1952. MR 0048639. doi:10.1090/s0002-9939-1952-0048639-x
- «Some counterexamples in the classification of open Riemann surfaces». Proc. Amer. Math. Soc. 4: 363–370. 1953. MR 0054056. doi:10.1090/s0002-9939-1953-0054056-x
- «The conformal rigidity of certain subdomains on a Riemann surface». Trans. Amer. Math. Soc. 76: 14–25. 1954. MR 0059377. doi:10.1090/s0002-9947-1954-0059377-8
- «A property of quasi-conformal mapping». Proc. Amer. Math. Soc. 5: 266–269. 1954. MR 0060598. doi:10.1090/s0002-9939-1954-0060598-4
- «Rings of analytic and meromorphic functions». Trans. Amer. Math. Soc. 83: 269–276. 1956. MR 0089908. doi:10.1090/s0002-9947-1956-0089908-5
- «Rings of meromorphic functions». Proc. Amer. Math. Soc. 9: 959–965. 1958. MR 0103974. doi:10.1090/s0002-9939-1958-0103974-7
- «Function algebras». Bull. Amer. Math. Soc. 69: 281–298. 1963. MR 0149327. doi:10.1090/s0002-9904-1963-10900-3
- Real Analysis. [S.l.]: Macmillan. 1963 2nd edition. [S.l.: s.n.] 1968 3rd edition. [S.l.: s.n.] 1988 4th edition. [S.l.: s.n.] 2010
- The extension of regular holomorphic maps. Proc. Amer. Math. Soc. 43. [S.l.: s.n.] 1974. pp. 306–310. MR 0335851
- Holomorphic fiber bundles with hyperbolic fiber. Proc. Amer. Math. Soc. 43. [S.l.: s.n.] 1974. pp. 311–312. MR 0338465
- The Picard theorem for Riemann surfaces. Proc. Amer. Math. Soc. 90. [S.l.: s.n.] 1984. pp. 571–574. MR 733408
- A History of Mathematics at Stanford in A century of mathematics in America, American Mathematical Society, 1989, vol. 2.